# 박도순 (1888년)
박도순(朴道淳, 일본식 이름: 新井道淳, 1888년 ~ ?)은 일제강점기의 관료이다.

## 생애
전라남도 무안군 출신으로 1914년에 문관보통시험에 합격하여 이듬해 판임관 견습에 임명되면서 조선총독부 관리가 되었다.
전라남도의 광양군, 광주군, 무안군 등에서 근무하다가 1924년에는 전라남도 지방과로 이동했다. 1928년부터 영암군 서무주임으로 재직하던 중, 1930년에 고등관 8등의 총독부 군수로 승진하여 전남 고흥군 군수에 임명되었다.
이후 전남 보성군과 순천군에서 군수를 지냈다. 보성군수로 재직하던 1935년에 총독부가 편찬한 《조선공로자명감》에 총 353명의 공로자 중 한 명으로 이름이 수록되었다. 총독부가 시정 25주년을 기념하여 표창한 표창자 명단에도 들어 있다.
박도순은 당당한 체격에 취미가 궁도였다고 하며, 《조선공로자명감》에 인품이 온후하고 물욕에 움직이지 않는 인물로서 지방민의 신임이 아주 깊다는 인물평이 실려있기도 하다. 1940년을 기준으로 정6위 훈6등에 서위되어 있었고, 이때까지 보성군수로 재직 중이었다.
2008년에 민족문제연구소가 친일인명사전 편찬을 위해 선정한 친일인명사전 수록예정자 명단 중 관료 부문에 포함되었다.

## 참고자료
- 박도순(朴道淳) - 국사편찬위원회